# Robert de Vogüé

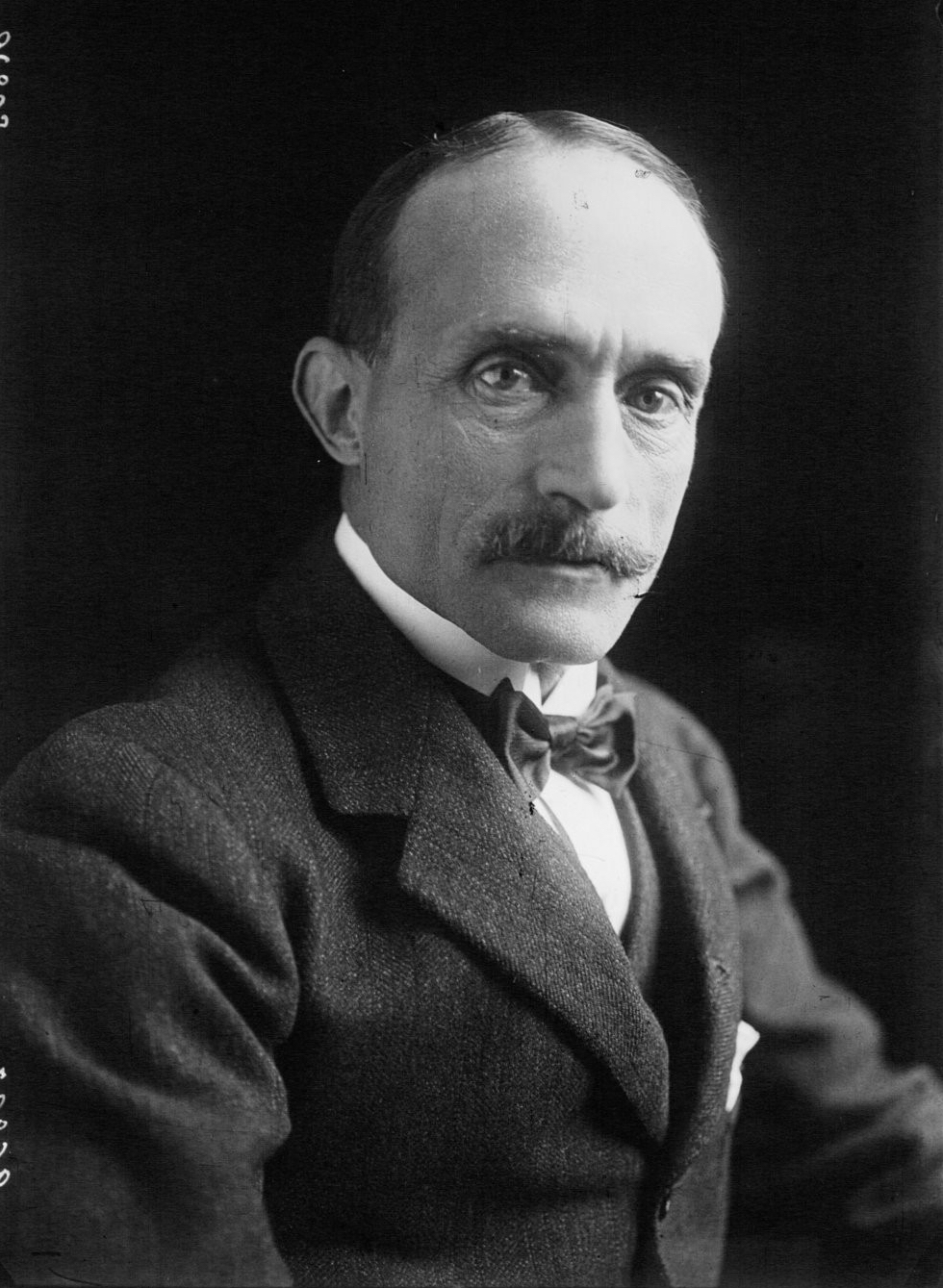
Robert de Vogüé, 1922

Robert-Ursin-Adrien de Vogüé  (* 15. Oktober 1870 in Boulleret; † 27. November 1936 in Paris) war ein französischer Geschäftsmann, Funktionär, Politiker und Marineoffizier.

## Familie
Robert de Vogüé entstammte dem Französischen Adelsgeschlecht Vogüé und wurde 1870 als Sohn von Charles-Jean-Melchior de Vogüé (1829–1916), Diplomat, Archäologe und Mitglied der Académie française, und Béatrice Claire Marie des Monstiers Mérinville (1845–1876) geboren. Er hatte drei Geschwister: Louis Antoine Melchior de Vogüé (1868–1948), Adalbert Constantin Léonce de Vogüé (1872–1923) und Elisabeth Benoist d’Azy (1876–1960) sowie drei Halbgeschwister.
De Vogüé heiratete am 8. März 1896 Césarine Anne Lucie Sommier (1874–1946), eine Tochter von Alfred Sommier (1835–1908), Industrieller der Zuckerindustrie und Besitzer des Schlosses Vaux-le-Vicomte und Jeanne Brugière de Barante (1853–1932). Das Paar hatte vier Kinder: Jean de Vogüé (1898–1972), Anne de Vogué (1899–1989), Marthe de Vogüé (1901–1963) und Arnaud de Vogüé (1904–1988).

## Werdegang
Robert de Vogüé trat im Oktober 1887 in die École navale ein und begann eine Laufbahn bei der französischen Marine, die ihn unter anderem zwischen 1890 und 1893 zu einem Einsatz nach China führte. 1898 trat er im Rang eines Fähnrichs aus der Marine aus und wurde 1907 zum Leutnant zur See der Reserve ernannt. Im Mai 1908 wurde de Vogüé Bürgermeister seines Geburtsortes Boulleret und übte dieses Amt bis zu seinem Tod aus.
Im Jahr 1910 kauften de Vogué und seine Frau in der Nähe von Rambouillet das Schloss von Le Tremblay-sur-Mauldre, das in der ersten Hälfte des 17. Jahrhunderts vom Architekten François Mansart erbaut worden war, und ließen es restaurieren.
Am 31. August 1914 wurde de Vogué mobilisiert und diente während des Ersten Weltkriegs zunächst als Kommandant der 14e Groupe d’autos-mitrailleuses et autos-canons, die der 6. Kavalleriedivision zugeteilt war. Bei Kriegsende war er Korvettenkapitän und Träger des Croix de guerre.
Nach seiner Rückkehr ins Zivilleben wurde Robert de Vogüé Präsident der Compagnie urbaine d’assurances, Vizepräsident der Manufactures des glaces et produits chimiques de Saint-Gobain und Mitglied des Aufsichtsrates von Schneider et Cie. Am 10. Juli 1920 wurde er zum Offizier der Ehrenlegion ernannt. Bereits ab 1909 war Vorstandsmitglied der SA des Anciens Etablissements Panhard et Levassor, eine Position, die er bis zu seinem Tod innehatte.
Von 1922 bis 1928 war Robert de Vogüé Präsident des Automobile Club de France (ACF) und von 1931 bis 1936 Präsident der Association Internationale des Automobile Clubs Reconnus (AIACR), dem Vorläufer der Fédération Internationale de l’Automobile. Beide Ämter übernahm er von Étienne van Zuylen van Nyevelt. Im März 1931 wurde de Vogüé zudem in den Verwaltungsrat der Compagnie auxiliaire de navigation aufgenommen.
Robert de Vogüé starb im November 1936 im Alter von 66 Jahren im 7. Pariser Arrondissement und wurde in seiner Heimatgemeinde Boulleret beigesetzt.